# Джесси Пинкман
Джесси Брюс Пинкман (англ. Jesse Bruce Pinkman) — персонаж американского драматического сериала «Во все тяжкие» и полнометражного «Путь: Во все тяжкие. Фильм». Персонаж, которого сыграл Аарон Пол, был создан сценаристом и режиссёром сериала Винсом Гиллиганом, а также это единственный персонаж, кроме Уолтера Уайта, который появляется в каждом эпизоде сериала.
Персонаж получил похвалу от критиков и поклонников сериала. Благодаря этой роли Аарон выиграл Прайм-таймовую премию «Эмми» за выдающуюся мужскую роль второго плана в драматическом сериале в 2010, 2012 и 2014, а также был номинирован на «Золотой глобус» в категории «Лучший актёр второго плана в сериале, мини-сериале или телевизионном фильме».

## Биография

### Предыстория
Джесси Брюс Пинкман родился 24 сентября 1984 года в обеспеченной семье в Альбукерке, Нью-Мексико. На момент начала сериала он уже давно отдалился от своих родителей из-за своей наркотической зависимости и образа жизни. После того, как он покинул дом родителей, Джесси переехал к своей тёте Джинни, о которой заботился до самой её смерти от рака, после чего ему разрешили остаться в её доме.
Джесси был плохим учеником в школе и предпочитал тусоваться с друзьями и принимать метамфетамин. Уолтер Уайт, которого Джесси почти всегда называет «Мистер Уайт», был его учителем химии. Позже мать Джесси напомнила, что «Уолт, должно быть, увидел какой-то потенциал в Джесси; он действительно пытался мотивировать его. Он был одним из немногих учителей, кто заботился о нём».

### Первый сезон
Когда Уолт сопровождает агента DEA Хэнка Шрейдера, на задержании преступников за хранение наркотиков, он замечает Джесси, убегавшего с места преступления; впоследствии он понимает, что Джесси — это «капитан Кук», дело которого Хэнк расследует. Уолт использует учебные записи, чтобы разыскать Джесси, своего бывшего ученика, и шантажирует его, чтобы Уолт был «поваром» на стороне Джесси в незаконной торговле наркотиками. Уолт планирует использовать свои познания в химии для варки метамфетамина, чтобы Джесси его распространял, и даёт ему 7000 долларов, чтобы приобрести дом на колесах, который будет использоваться в качестве мет-лаборатории. Джесси большую часть денег потратил во время вечеринки в стрип-клубе, но один из его друзей, Кристиан Ортега, позволяет Джесси приобрести у его семьи дряхлый трейлер за оставшиеся $1400.
После того, как Уолт варит свою первую партию мета с Джесси, последний оценил его качество, назвав его чистейшим, что он когда-либо видел. Джесси позже наладил контакт с Доминго «Крэйзи-8» Молина, мет-дистрибьютором в Альбукерке, ради перспективы ведения бизнеса с ним. Когда Крэйзи-8 выехал в пустыню, чтобы встретиться с Уолтом и Джесси, его партнер, Эмилио Кояма, узнаёт Уолта из предыдущего рейда DEA. Когда они пытаются убить его, Уолт производит фосфин, который убивает Эмилио и нейтрализирует Крейзи-8 (последний остаётся жив), что позволяет ему и Джесси бежать. Уолт и Джесси хотят купить пластиковый контейнер, в котором они планирует растворить тело Эмилио в плавиковой кислоте. Джесси, не найдя контейнера и ослушавшись Уолта, растворяет тело в ванной наверху, прожигая дыру в полу в ванной комнате и разлив остатки тела вниз. После очистки и утилизации Эмилио, дуэт вынужден продавать свой метамфетамин самостоятельно.
Уолт и Джесси переместили свою лабораторию из дома на колесах в подвал к Джесси. Их продукт является достаточно значимым в Альбукерке и он попадает в центр внимания расследования Хэнка. Тощий Пит, один из друзей Джесси, организует ему контакт с Туко Саламанка, мощным мексиканским наркобароном, работающим в Альбукерке. Однако, при их первой встрече, психопатический Туко жестоко избивает Джесси и тот попадает в больницу. После того, как Уолт наладил нестабильное партнерство с Туко, он и Джесси воруют большую бочку метиламина. Это позволяет им производить ещё больше мета.

### Второй сезон
Второй сезон начинается с того, что Уолт и Джесси поставляя свежую порцию к Туко, видят, как тот бессмысленно избивает одного из своих ставленников. После рейда DEA в Альбукерке, в паранойе Туко считает, что Уолт и Джесси собираются предать его. Туко похищает их и везёт в удалённый дом в пустыне, где он ухаживает за своим парализованным дядей, Гектором Саламанка. Уолт и Джесси удерживаются против их воли в течение нескольких дней. Туко заявляет о своём намерении создать «суперлабораторию» в Мексике с участием пленников. Однако они убегают. Уолт и Джесси покинули место их содержания, и видят перестрелку Хэнка и Туко, в результате которой Туко был убит. Уолт и Джесси бродят по пустыне, прежде чем поймать попутку обратно в город. К сожалению, DEA изымает у Джесси автомобиль и деньги.
Понимая, что власти будут отслеживать его, Джесси обращается за помощью к своему другу, Брэндону «Барсуку» Мэйхью. Они перемещаются из лаборатории в подвале Джесси обратно к фургону. Трейлер впоследствии оставлен у двоюродного брата Брэндона, взимающую $1000 за хранение, и Джесси может платить только половину авансом. На следующий день родители Джесси выселяют его из дома после обнаружения, что он варил метамфетамин в подвале. У него нет друга, к которому он мог пойти жить. Когда ему некуда идти, он решает пожить в трейлере. Позже, Джесси покупает неприметную Тойоту Терсел и находит новую квартиру. Хозяйка, Джейн Марголис, является по совместительству татуировщицей и бывшей наркоманкой. У неё и Джесси вскоре завязываются романтические отношения. Джейн, однако, пытается скрыть эти отношения от своего отца, Дональда, которому принадлежит здание.
Когда Тощего Пита ограбила пара наркоманов, Уолт говорит Джесси, чтобы «справился с этим». Джесси идет к дому наркоманов, чтобы противостоять им, но план идет наперекосяк, когда один наркоман убивает другого. Инцидент, в конечном счете, способствует его работе: быстро распространяются слухи, что Джесси убил наркомана, давая ему грозную репутацию на улицах. Джесси также играет ключевую роль в сохранении коррупционных услуг адвоката Сола Гудмана, чтобы помочь ему и Уолту отмывать свои деньги и выйти из неприятностей с законом.
После того, как друг Джесси, «Комбо», был убит, Джесси впадает в героиновый ступор с Джейн. Уолт удерживает половину денег Джесси, пока он не перейдет в реабилитацию. Когда Джейн узнает о деньгах, она шантажирует Уолта, говоря, что Джесси подарил свою долю, надеясь использовать деньги, чтобы сбежать в Новую Зеландию. Однако, Джейн умирает в квартире от передозировки героина, во время приступа тошноты во время сна. Уолт наблюдает, как она умирает, хотя мог сохранить ей жизнь, просто перевернув её на бок, он не стал ей помогать, так как по его мнению таким образом спас Джесси от дурного влияния и поэтому страдает от чувства вины. Джесси, не подозревая, что на самом деле произошло, винит себя в смерти Джейн. Уолт отправляет Джесси в реабилитационную клинику.

### Третий сезон
Находясь в реабилитационном центре, Джесси говорит Уолту, что он проконсультировался с психологом и принял себя таким, как он есть («плохой парень»). Джесси покидает реабилитационный центр чистым и трезвым, и решает уладить незаконченные дела.
Хэнк делает вывод, что трейлер Джесси — та метлаборатория, которую он искал, и находит её на местной свалке. Уолт и Сол отправляют поддельный телефонный звонок Хэнку, сообщающий ему, что его жена Мари находится в больнице, давая Уолту и Джесси достаточно времени, чтобы уничтожить трейлер. В ярости, узнав, что он обманут, Хэнк выслеживает Джесси у его дома и избивает его. Инцидент приводит к тому, что Хэнк становится временно отстранен от DEA. В то время как Джесси госпитализирован, Уолт, который сейчас работает на Гуса Фринга, убеждает его возобновить своё партнерство. Джесси и Уолт готовят большие объёмы мета в подпольной «суперлаборатории», зарабатывая значительно больше денег.
Джесси завязывает романтические отношения с Андреа Кантильо, матерью-одиночкой и наркоманкой из собраний анонимных наркоманов. От неё он узнает, что её 11-летний брат, Тамаз, находясь под пагубным влиянием наркоторговцев Фринга, убил «Комбо». Джесси планирует месть, однако Уолт предупреждает Гуса. Фринг устраивает очную ставку, на которой достигается шаткое перемирие. «Никаких детей», — заявляет Гус наркоторговцам. Впоследствии Тамаза находят убитым. Разъяренный Джесси направляется убить их. В последний момент Уолт, спасая компаньона, расправляется с наркоторговцами сам.
Джесси вынужден скрываться от Фринга. Гус заменяет его Гейлом Боттикером — предыдущим помощником Уолта. Уолт понимает, что Гус замышляет сделать Гейла главным, украв формулу метамфетамина, чтобы избавиться от Уолта. Чтобы не допустить этого, Уолт предлагает Джесси убить Гейла. Вместо этого Джесси умоляет Уолта пойти в полицию. За Уолтом заезжает Виктор и, ссылаясь на «течь из бочки с химикатами», настоятельно просит проследовать с ним в лабораторию. Уолтер, осознав что его собираются убить, предлагает Майку Эрмантрауту — начальнику охраны Гуса — информацию о Пинкмане. Находясь «на мушке» Майка, Уолт звонит Джесси и просит убить Гейла. Джесси заходит в квартиру Гейла и, преодолевая внутренние барьеры, стреляет в него.

### Четвёртый сезон
Виктор доставляет Джесси в лабораторию к Уолту и Майку. Появляется недовольный Гус. Он показательно перерезает канцелярским ножом горло Виктору. Произошедшее серьёзно травмирует психику Джесси. Чтобы отвлечь себя, он закатывает тусовку в собственной квартире, которая впоследствии превращается в притон. Джесси не следит за деньгами и ведет себя крайне неосторожно, что привлекает внимание Майка. С Андреа он прекращает всякий контакт, хотя продолжает регулярно посылать ей деньги.
Майк сообщает Гусу о безрассудствах Джесси. Фринг приказывает ему взять Пинкмана на поруки в качестве временного напарника. Фринг отмечает такое качество Джесси, как преданность (но не ему). В обязанности Майка входит сбор выручки с «бегунков». В первый же день работы новый напарник отлично проявляет себя в экстремальной ситуации — спасает Майка и выручку. Джесси постепенно завоевывает уважение Майка и даже некоторое расположение Фринга. Осознавая, что Гус просто переманивает Джесси на свою сторону, Уолт пытается убедить его, что работа с Майком — всего лишь инсценировка с целью разрушить их былое партнерство. В ходе следующего задания с Майком, которое предполагает поиск украденного продукта от двух наркоманов, Джесси, зная поведение «винтовых», убеждает одного наркомана рыть яму во дворе и обезвреживает другого. Джесси возобновляет свои отношения с Андреа.
Уолт с Джесси замышляют убийство Гуса с помощью рицина, который Джесси прячет в сигарете. Во время встречи Гуса с членами картеля, у Джесси появляется возможность подсыпать в кофе яд, но он воздерживается от этого. На одном из собраний анонимных наркоманов, Джесси срывается и рассказывает, что он здесь только, чтобы продать мет. Уолт давит на Джесси, чтобы тот попытался назначить Гусу встречу. Он ставит устройство слежения на автомобиль Джесси, и узнает, что он был в гостях у Фринга. Возмущенный Уолт приходит к Джесси и они ссорятся.
Гус и Майк берут Пинкмана в Мексику, якобы обучить химиков картеля формуле Уолта. Джесси варит достаточно чистый мет, чем впечатляет даже местных химиков. Выясняется, что Гус задумал отдать уникального варщика картелю с целью положить конец давней вражде. Однако истинным планом Фринга является месть. Он дарит Дону Эладио — главе картеля — бутылку отравленной текилы, которую распивает вместе со всеми. Несмотря на противоядие, Гус находится в тяжелом состоянии, в то время как верхушка картеля ликвидирована. Убегая от преследователей, Майк получает серьёзное ранение. Джесси, рискуя своей жизнью, привозит Фринга и Майка в полевой госпиталь, заблаговременно подготовленный расчетливым Гусом. К данному моменту между Джесси и наркобароном возникают доверительные отношения. Джесси соглашается заведовать лабораторией только при условии, что мистеру Уайту ничего не угрожает.
Тем временем, у УБН накопились подозрения к бизнесу Гуса. «Федералы» начали активные поиски лаборатории, провели несколько обысков на объектах Фринга. Гус использует этот факт, чтобы представить Уолта как информатора в стремлении окончательно разорвать отношения между ним и Джесси. Уолт едет к Джесси, чтобы просить помощи, но тот выгоняет его.
Вскоре Брок — сын Андреа таинственным образом заболевает. Джесси убежден, что Брок был отравлен рицином, и сразу предполагает, что это подстроил Уолт. Он приходит к Уолту домой угрожает ему пистолетом. Однако, Уолт переубеждает Джесси, что «болезнь» Брока — дело рук хладнокровного Фринга, на чьей совести уже есть смерть одного ребёнка. Джесси, в конце концов, передает через Сола о старых счетах между Гусом и Гектором, который ныне живёт в доме престарелых. Уолт использует информацию и подстраивает смерть Фринга. К тому моменту Джесси фактически заложник: работает в наручниках и под строгим присмотром вооруженного надзирателя. Уолтер убивает охрану и вызволяет компаньона.
После того, как они уничтожают лабораторию, Джесси обнаруживает, что Брок был отравлен не рицином, а ядовитыми ягодами ландыша. Джесси понимает, что Гус не мог отравить Брока, но Уолт говорит ему, что Гус «все равно заслуживал смерти». Финальная сцена четвёртого сезона показывает ландыш во дворе Уолта, показывая, что Уолт отравил Брока для того, чтобы подстегнуть Джесси в действии и дальнейшем плане убить Гуса.

## Награды
Роль Джесси Пинкмана была высокого оценена критиками и принесла Полу три Прайм-таймовых премии «Эмми» в категории «Лучший актёр второго плана в драматическом сериале», а также номинацию на премию «Золотой глобус» в категории «Лучший актёр второго плана в сериале, мини-сериале или телевизионном фильме».